# 龙门乡 (峨眉山市)
龙门乡，是中华人民共和国四川省乐山市峨眉山市下辖的一个乡镇级行政单位。

## 行政区划
龙门乡下辖以下地区：
毛天村、黄店村、鸭池村、大村、杨漩村、代坪村、周山村、杨林村、天池村、王山村、草池村和玉兰村。